# Чернышёв, Евгений Фёдорович
Евгений Фёдорович Чернышёв (26 апреля 1929 год, Коканд) — бригадир комплексной бригады Кызыл-Кийского шахтостроительного управления треста «Киргизшахтострой», Киргизская ССР. Герой Социалистического Труда (1966). Заслуженный строитель Киргизской ССР (1962). Депутат Верховного Совета СССР 10-го созыва.

## Биография
Родился в 1929 году в Коканде.
В 1953 году начал свою трудовую деятельность в Кызыл-Кийском шахтостроительном управлении «Киргизшахтострой». Трудился плотником. С 1959 года возглавлял комплексную бригаду строителей. Член КПСС с 1957 года.
Под руководством Евгения Чернышёва комплексная бригада была удостоена почётного звания «Коллектив коммунистического труда». Производственные задания Семилетки (1959—1966) были выполнены на 150 %. Указом Президиума Верховного Совета СССР от 11 августа 1966 года удостоен звания Героя Социалистического Труда с вручением ордена Ленина и золотой медали «Серп и Молот».
Избирался депутатом Верховного Совета СССР 10-го созыва от Совета Национальностей (1979—1984).
С 1990 года — персональный пенсионер союзного значения. После выхода на пенсию переехал в город Новочеркасск Ростовской области.